# Mon Führer : La Vraie Véritable Histoire d'Adolf Hitler
Pour les articles homonymes, voir Hitler (homonymie).
Pour plus de détails, voir Fiche technique et Distribution.
Mon Führer : La Vraie Véritable Histoire d'Adolf Hitler  (titre original : Mein Führer - Die wirklich wahrste Wahrheit über Adolf Hitler est un film burlesque allemand réalisé par Dani Levy, sorti en 2007.

## Synopsis
En décembre 1944 à Berlin, Joseph Goebbels, le ministre de la Propagande, veut qu'Adolf Hitler fasse un grand discours pour galvaniser les masses. Mais celui-ci est dépressif et un seul homme est capable de relever le défi : l'ancien professeur de théâtre d'Hitler, un juif extrait d'un camp de concentration, qui se prénomme lui aussi Adolf. Il a cinq jours pour le préparer à cette harangue.

## Polémique
Hitler est infantilisé, mais, en arrière-plan, les dignitaires nazis sont là pour rappeler à quel point le régime était cruel.
Le fait de rire d'un personnage ayant commis de tels crimes a créé la controverse en Allemagne, entre ceux qui pensent que l'humour n'empêche pas le film d'être une critique impitoyable du régime nazi, et ceux qui reprochent au film de créer une empathie envers Hitler.
À cette question le comédien germano-italien Mario Adorf a répondu dans une interview qu'il vaut mieux « en faire un personnage ridicule qu'un dont on a pitié », allusion au long métrage La Chute dans lequel Bruno Ganz incarne un Hitler coupé du monde dans son bunker.
Ce n'était pas la première fois qu'Hitler était ainsi utilisé comme figure comique : en 1973 Philippe Clair réalisait Le Führer en folie. En 1982, Pierre Desproges mettait le dictateur en scène dans La Minute nécessaire de monsieur Cyclopède et affirmait que « Hitler, non seulement il était nazi, mais en plus il faisait pipi dans la mer ». Sans le nommer explicitement, Charlie Chaplin avait parodié Hitler dans Le Dictateur dès 1940. Mel Brooks s'en était clairement moqué dans La Folle Histoire du monde avec la séquence Hitler on Ice puis dans To Be or Not to Be à travers un clip vidéo dans le film.

## Fiche technique

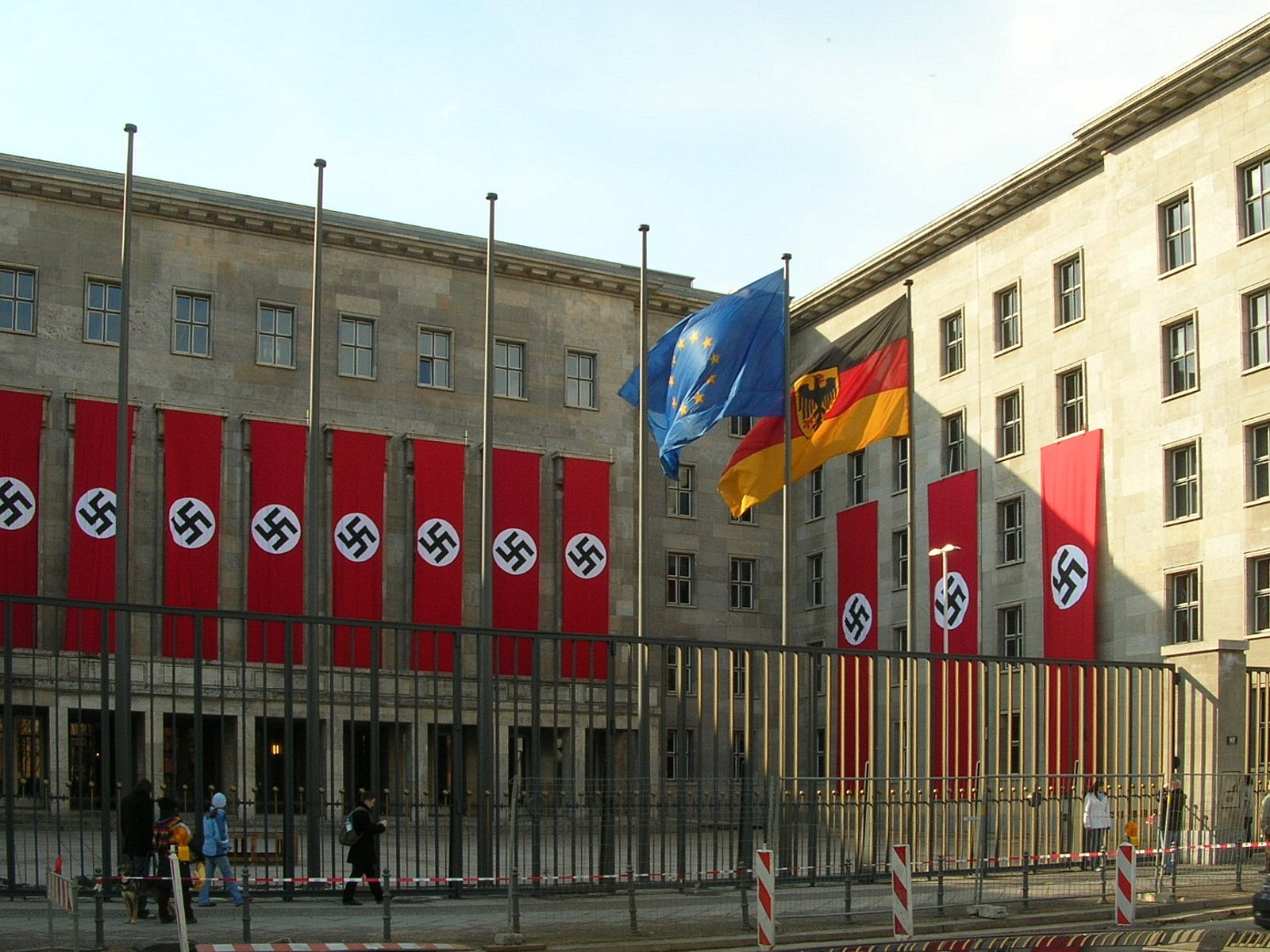
Tournage en 2006 au Detlev-Rohwedder-Haus, avec des drapeaux nazis ajoutés.

## Distribution
- Helge Schneider : Adolf Hitler
- Ulrich Mühe (V. F. : Dominique Guillo) : Prof. Adolf « Israël » Grünbaum
- Sylvester Groth : Dr Joseph Goebbels
- Adriana Altaras : Elsa Grünbaum
- Stefan Kurt : Albert Speer
- Ulrich Noethen : Heinrich Himmler
- Lambert Hamel (en) : Obergruppenführer Rattenhuber
- Udo Kroschwald (de) : Martin Bormann
- Torsten Michaelis : SS-Wachmann Moltke
- Axel Werner : Erich Kempka
- Victor Schefé (de) : Rottenführer Puffke
- Lars Rudolph (en) : Kammerdiener Heinz Linge
- Wolfgang Becker : KZ-Kommandant Banner
- Bernd Stegemann : Dr Theodor Morell